# Mutschlena

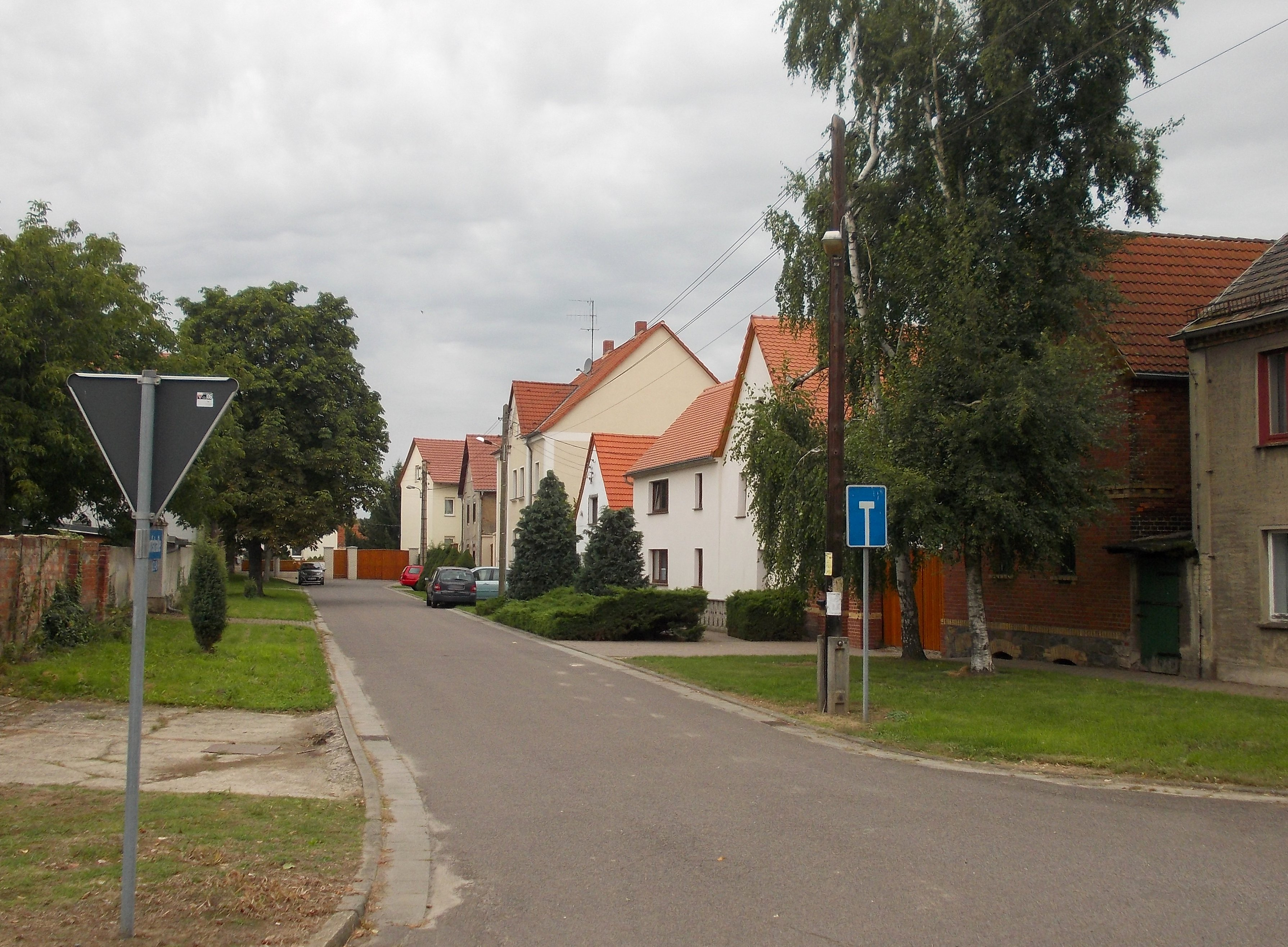
Eine Sackgasse in Mutschlena

Mutschlena ist ein Ortsteil der Gemeinde Krostitz im sächsischen Landkreis Nordsachsen in Deutschland.

## Geografie
Mutschlena liegt südöstlich des Hauptortes Krostitz im Dreieck der Städte Eilenburg, Delitzsch und Leipzig. Der Ort liegt an den Kreisstraßen 7424 und 7429, die den Ort mit Krostitz und Gottscheina verbinden. Zudem gibt es eine Verbindung zur Staatsstraße 4 und weiter nach Kupsal. In der Flur von Mutschlena liegt die Ortswüstung Netzsch.

## Geschichte
Mutschlena ist von der Siedlungsform her sowohl ein Rundweiler, als auch ein Sackgassendorf. Der Ort gehörte bis 1815 zum kursächsischen Amt Eilenburg. Durch die Beschlüsse des Wiener Kongresses kam er zu Preußen und wurde 1816 dem Kreis Delitzsch im Regierungsbezirk Merseburg der Provinz Sachsen zugeteilt, zu dem er bis 1952 gehörte. Im Zuge der Kreisreform in der DDR von 1952 wurde Mutschlena dem neu zugeschnittenen Kreis Delitzsch im Bezirk Leipzig zugeteilt, welcher 1994 im Landkreis Delitzsch aufging.
Am 1. März 1994 wurde die Landgemeinde Mutschlena nach Krostitz eingemeindet und ist seither ein Ortsteil der Gemeinde.

### Einwohnerentwicklung
| Jahr | Einwohner |
| ---- | --------- |
| 1818 | 158       |
| 1895 | 190       |
| 1925 | 186       |
| 1939 | 162       |

| Jahr | Einwohner |
| ---- | --------- |
| 1946 | 300       |
| 1950 | 269       |
| 1964 | 177       |
| 1990 | 125       |

Die Einwohnerzahl von Mutschlena lag 1818 bei etwas über 150. 1895 gab es mit 190 einen kleinen Ausschlag. Zum Ausbruch des Zweiten Weltkrieges lag die Einwohnerzahl bei 162. Nach Ende des Krieges stieg die Einwohnerzahl stark an. 1946 lebten genau 300 Einwohner in Mutschlena. Zu Zeiten der DDR sank die Einwohnerzahl kontinuierlich. 1990 lebten noch 125 Menschen in Mutschlena